# Imogen Walsh

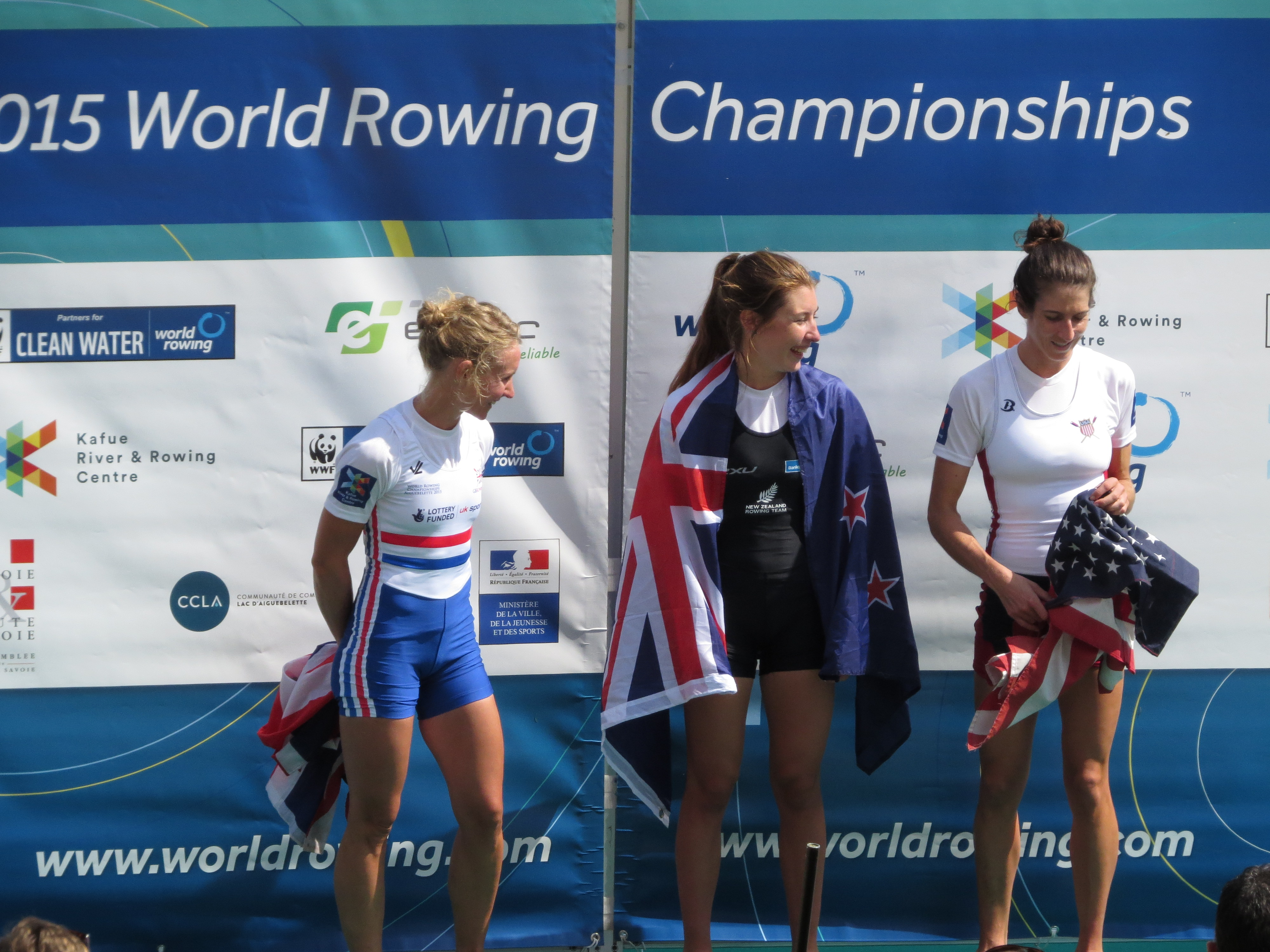
Imogen Walsh (links) als Vizeweltmeisterin 2015

Imogen Walsh (* 17. Januar 1984 in Glasgow) ist eine britische Leichtgewichts-Ruderin.
Die 1,62 m große Imogen Walsh begann 2003 während ihres Philosophie- und Politik-Studiums an der Glasgow University mit dem Rudersport, wo sie meist im Achter antrat. Nach ihrem Studienabschluss schloss sie sich dem Clyde ARC an und lernte dort das Skullrudern. 2010 nahm sie erstmals an den Trials für das britische Nationalteam teil, konnte sich aber nicht durchsetzen. 2011 gehörte sie zusammen mit Stephanie Cullen, Kathryn Twyman und Andrea Dennis zum britischen Leichtgewichts-Doppelvierer, der bei den Weltmeisterschaften in Bled den Titel gewann. 2012 erruderte sie zusammen mit Ruth Walczak die Bronzemedaille im Leichtgewichts-Doppelzweier bei den Europameisterschaften.
2013 trat sie zusammen mit Kathryn Twyman an, bei den Weltmeisterschaften belegten die beiden den vierten Platz. 2014 ruderte Imogen Walsh zusammen mit Katherine Copeland zur Bronzemedaille bei den Europameisterschaften in Belgrad. Bei den Weltmeisterschaften 2014 verpassten die beiden knapp das A-Finale und belegten den siebten Platz, wobei sie nach dem B-Finale bis zum Ende des A-Finales Inhaberinnen der Weltbestleistung waren. 2015 gewann Imogen Walsh den Europameisterschaftstitel im Leichtgewichts-Einer. Bei den Weltmeisterschaften 2015 auf dem Lac d’Aiguebelette siegte die Neuseeländerin Zoe McBride vor Imogen Walsh und der US-Ruderin Kathleen Bertko. In der folgenden Saison erreichte Walsh nur den sechsten Rang bei den Europameisterschaften im Einer, sie stieg danach wieder in den leichten Doppelvierer um und gewann bei den Weltmeisterschaften mit Brianna Stubbs, Emily Craig und Eleanor Piggott ihre zweite WM-Goldmedaille.